# Kep1er
Kep1er är en sydkoreansk tjejgrupp som bildades genom Mnet reality-överlevnadstävlingen Girls Planet 999 2021 och drivs av Swing Entertainment och Wake One Entertainment.
Kep1er består av 7 medlemmar och debuterade som 9 med deras debut EP, First Impact i 2022. 

## Diskografi

### EP
- First Impact (2022)
- See The Light
- WA DA DA*
- MVSK
- Shine - Kep1er Version
- Another Dream - Kep1er Version
- O.O.O (Over&Over&Over)
- Doublast (2022)
- Up!*
- LE VOYA9E
- Attention
- Good Night
- Rewind
- Troubleshooter (2022)
- We Fresh*
- Lion Tamer
- Downtown
- Dreams
- THE GIRLS (Can't turn me down) (Remastered)
- Lovestruck! (2023)
- Giddy*
- LVLY
- Back to the City
- Why
- Happy Ending

- Magic Hour (2023)
- Galileo*
- The Door
- Love on Lock
- Tropical Light (Sung by YUJIN, XIAOTING, YOUNGEUN, YESEO)
- TAPE (Sung by MASHIRO, CHAEHYUN, DAYEON, HIKARU, HUENING BAHIYYIH)

### Singelalbum
- Fly-Up (2022)
- Wing Wing*
- Daisy
- Up! (Japanese version)
- WA DA DA (Japanese version
- Fly-By (2023)
- I do! Do you?*
- tOgether fOrever
- We Fresh (Japanese version)
- MVSK (Japanese version)
- WA DA DA (Japanese version)~IMLAY Remix~

- Fly-High (2023)
- Grand Prix*
- Sugar
- Galileo (Japanese Version)
- Giddy (Japanese Version)

### Album
- Kep1going (2024)
- Straight Line*
- Grand Prix
- We Fresh (Japanese version)
- Up! (Japanese version)
- WA DA DA (Japanese version)
- MVSK (Japanese version)
- Celebrate
- Highlight
- Cruise
- Giddy (Japanese version)
- Galileo (Japanese version)
- Wing Wing
- I do! Do you?
- Sugar
- Don't Lose Your Smile
- WA DA DA (Japanese version)~IMLAY Remix~
- Daisy
- tOgether fOrever
- Kep1going On (2024)
- Last Carnival
- Shooting Star*
- Curious
- Flowers, Flutter, Your heart
- Double Up!
- PUSH BUTTON
- PROBLEM
- Dear Diary
- Grand Prix - KOR Version
- Straight Line - KOR Version